# 黄立众反革命案
黄立众反革命案，或称1961年安徽“劳动党”事件，是1961年1月28日安徽省无为县昆山公社（现昆山镇）破获的反政府案件。

## 概述
中国劳动党由原北京大学学生黄立众组织。不到3个月时间，共发展成员119人。本拟在1961年春节暴动，破获后，经中共无为县委拟处，芜湖市中级人民法院同意，判处黄立众死缓，剥夺政治权利终身；判处吴舜臣无期徒刑，剥夺政治权利终身；9人被判3至7年有期徒刑。1970年7月，中国人民解放军无为县公检法军事管制小组判决黄立众死刑，立即执行；判处主犯吴舜臣无期徒刑，剥夺政治权利终身；其他同案犯7人分别被判处3至10年有期徒刑；8人被判管制2至5年。1982年，安徽省高级人民法院给予部分平反。